# Red Sonja (film)
Red Sonja è un film del 2025 diretto da M. J. Bassett.
La pellicola vede come protagonista Matilda Lutz nei panni di Red Sonja ed è un adattamento dei fumetti di Red Sonja scritti da Roy Thomas.

## Promozione
Il primo trailer del film è uscito il 10 luglio 2025.